# Гнчак (газета)
«Гнчак» (арм. Հնչակ — «колокол») — центральный орган Социал-демократической партии «Гнчак». Издавалась в 1887—1915 и 1935—1940 годах, во Франции, Швейцарии, Греции, Англии, позже — в США. В газете освещалось тяжкое положение западных армян, публиковались сведения о погромах и актах геноцида армянского населения, о демонстрациях в Карине и Константинополе (1890), самообороне Сасуна (1894), фидаинском движении в целом.
Газета заявляла, что «её целью является объединение армянских земель в самостоятельное государство, освобождение турецкой (Западной) Армении». Название «Гнчак» (Հնչակ) переводится с армянского языка как колокол и взято в честь выпускавшейся Герценом газеты «Колокол».